# Syzygium houttuynii
Syzygium houttuynii är en myrtenväxtart som beskrevs av Elmer Drew Merrill och Lily May Perry. Syzygium houttuynii ingår i släktet Syzygium och familjen myrtenväxter. Inga underarter finns listade i Catalogue of Life.